# Kurt G. Kreuzinger
Kurt Kreuzinger (1905- 1989, o 1990) va ser un botànic alemany, més conegut per la seva obra amb la família de cactàcies. Registre de les seves identificacions de 158 noves espècies de cactàcies
D'acord amb IPNI (http://www.ipni.org/), mor el 1989.

## Algunes publicacions
- 1935. Eger Verzeichnis amerikanischer und anderer Sukkulenten mit Revision der Systematik der Kakteen. Tom: Heft Seite 20-21 K. Kreuzinger-Verlag

## Honors

### Epònims
- (Cactaceae) Hymenorebutia kreuzingerii Frič ex-Buining[1]
- (Cactaceae) Lobivia kreuzingerii (Frič ex-Buining) Krainz[2]

Va realitzar valuoses aportacions a la taxonomia, identificant i classificant més de 140 espècies; les que publicava habitualment en :
- Verzeichn. Amer. Sukkulent.; Succulenta; Repert. Spec. Nov. Regni Veg.; Möller's Deutsche Gärtn.-Zeitung; Kakteen Südamerika; Cactaceae (Backeberg); Succulenta (Netherlands); Verzeichnis Sukk. Revis. Syst. Kakt.